# Witchcraft
Witchcraft är ett svenskt doom metal-band från Örebro grundat 2000. Det självbetitlade debutalbumet gavs ut 2004.

## Historia
Magnus Pelander (tidigare i Norrsken) grundade Witchcraft 2000, från början för att med en singel hylla sina idoler Bobby Liebling (Pentagram) och Roky Erickson. Denna singel, "No Angel or Demon", gavs ut av Primitive Art Records 2002. Förutom Pelander som sångare och gitarrist bestod bandet då även av John Hoyles (gitarr), Jens Henriksson (trummor) och Ola Henriksson (basgitarr). Strax efter skrev Witchcraft kontrakt med Rise Above Records. Det självbetitlade debutalbumet (2004) spelades in ett år senare, då med Jonas Arnesén på trummor och Mats Arnesén på bas. Inspelningen gjordes i en källare och med enkla medel, vilket gav albumet Witchcraft sitt mycket 70tals-mässiga ljud. Mats lämnade över basgitarren till Ola nästan direkt efter att inspelningen ägt rum. Åtaganden som trummis i banden The Hollywoods och Eva Eastwood & the major keys lockade. Albumet gavs ut 2004 och därefter turnerade bandet med Orange Goblin och Grand Magus.
Firewood, bandets andra fullängdsalbum, spelades in i England och gavs ut av Rise Above Records 2005. Låten "Chylde of Fire" släpptes som singel från plattan. Witchcraft genomförde samma år en turné i Storbritannien som förband till Corrosion of Conformity.
I mitten av 2006 lämnade trummisen Jonas Arnesén bandet och originalmedlemmen Jens Henriksson återkom i hans ställe. Tillsammans med Danava turnerade bandet i USA under senare delen av 2006. När bandet 11 november spelade på Rock and Roll Hotel i Washington, DC, framförde de två Pentagram-covers, "When the Screams Come" and "Yes I Do", med deltagande av Bobby Liebling på sång.
Efter USA-turnén återvände bandet till studion och spelade in singeln "If Crimson Was Your Colour", vilken gavs ut 6 november 2006 som 7" vinyl-platta av Rise Above. Jens Henriksson lämnade åter bandet och ersattes på trummor av Fredrik Jansson (från Abramis Brama). Det tredje fullängdsalbumet, The Alchemist gavs ut 8 oktober 2007 av Rise Above Records (i Europa), Leaf Hound Records (i Japan), och Candlelight Records (i USA). Samma år utgavs en split-EP i samarbete med The Sword på Kemado Records. Witchcraft bidrog med tre nyinspelningar av tidigare låtar.
Efter ett uppehåll på nästan fem år släpptes albumet Legend.

## MedlemmarNuvarande medlemmar[4]
- Magnus Pelander – gitarr, sång (2000– )
- Ida Elin Tannerdal – basgitarr (2020– )
- Johan "Jussi" Kalla – trummor (2020– )

Tidigare medlemmar
- Tobias Anger – basgitarr (2015–2020 )
- Ragnar "Rage" Widerberg – trummor (2015–2020 )

- Ola Henriksson – basgitarr (2000–2003, 2004–?)
- Jens Henriksson – trummor (2000–2003, 2006)
- John Hoyles – gitarr (2000–2012)
- Mats Arnesén – basgitarr (2003–2004)
- Jonas Arnesén – trummor (2003–2006)
- Fredrik Jansson – trummor (2006–2012)
- Oscar Johansson – trummor (2012–?)
- Tom Jondelius – gitarr (2012–?)
- Simon Solomon – gitarr (2012–?)

## Diskografi
Studioalbum
- 2004 – Witchcraft (CD/LP, Rise Above Records)
- 2005 – Firewood (CD/LP, Rise Above Records)
- 2007 – The Alchemist (CD/LP, Rise Above Records)
- 2012 – Legend (CD, Nuclear Blast)
- 2016 – Nucleus (CD, Nuclear Blast)
- 2020 – Black Metal (CD, Nuclear Blast)
- 2025 – Idag (CD, Heavy Psych Sounds)

Singlar
- 2002 – "No Angel or Demon" / "You Bury Your Head" (7" vinyl, Primitive Art Records)
- 2006 – "If Crimson Was Your Colour" / "I Know You Killed Someone" (7" vinyl, Primitive Art Records)
- 2012 – "It's Not Because Of You" / "Take Me With You When You Die" (7" vinyl, Nuclear Blast Records)
- 2015 – "The Outcast (edit version)" / "Even in His Youth (Nirvana cover)" (7" vinyl, Nuclear Blast Records)

Samarbeten
- 2005 – "Chlyde of Fire" / "Miri It Is (Moog Up Mix)" (delad 7" vinyl: Witchcraft / Circulus, Rise Above Records)
- 2006 – "Queen of Bees (live)" på Invaders (Kemado Records)
- 2007 – Witchcraft / The Sword (delad 12" vinyl, Kemado Records)
- 2007 – "Sweet Honey Pie" på Scandinavian Friends, Tribute to Roky Erickson (Fat People Are Harder to Kidnap Records)